# Grupo Siete
Grupo Siete es un conjunto de empresas mexicanas involucradas en las áreas de la comunicación y la educación. 
Fundada en 1977 por Francisco Javier Sánchez Campuzano, Grupo Siete opera frecuencias de radio en Ciudad de México, Puebla, Estado de México, Chihuahua, Hidalgo, Sinaloa, Querétaro, un canal de televisión en Sonora, una red pública de telecomunicaciones en la ciudad de Toluca, una empresa de marketing (Kwan Creativos) y una empresa digital (Spirit Media).

## Grupo Siete Radio
En radio su fuerza se concentra en el centro del páis  abarcando la Ciudad de México, el estado de México, e Hidalgo. Además de Ciudad Juárez y Mazatlán.

### Crystal
Formato de género regional mexicano. 
Historia
El origen del formato se da en 1992 cuando el grupo licitaban nuevas estaciones en lo cual la mayoría iban a ser en el estado de México. El formato es del género regional mexicano, las poblaciones fueron en Coacalco, en el 103.7 FM, Toluca en el 93.3 FM y en Malinalco en el 104.9 de FM, ambos del estado de México, en Ciudad Juarez, Chihuahua en el 1240 AM y en Mazatlán, Sinaloa en el 93.1 FM, todas esas estaciones empezaban con el formato de "Crystal". En 2013, la estación de Coacalco cambia a "La Jefa" y meses después se decidió convertir en una nueva cadena de radio transmitiendo para varias ciudades de México dando como origen "la Jefa", en los siguientes días se sumaban emisoras como la 1240 AM de ciudad Juárez, Chihuahua y en algunas ciudades Grupo Siete adquiría varias estaciones como en Huauchinango, Puebla en el 97.5 FM, en Zitácuaro, Michoacán en el 95.1 FM, en Jalpan, Querétaro en el 107.1 FM y en Tulancingo, Hidalgo en el 96.7 FM. En 2015, se incorpora en Mérida, Yucatán la 106.7 FM después de que venía de un cambio de formato en lo cual da como origen el formato de "La Unica", todo tras una coalición entre Grupo Siete y Grupo Rivas en lo cual da en la cadena un cambio de formato llamándose de "La Jefa" a "la Unica". Más adelante se integraría "la Super Z" en el 103.7 de FM en Jojutla, Morelos quedándose como "La Única de Jojutla". Desafortunadamente a finales del 2015 y principios del 2016 se deshace la cadena tras malos resultados. Las cinco estaciones de Grupo Siete cambian a "Bengala FM" y las otras estaciones tendrían que cambiar de formato desincorporandose del grupo. Se pensaba en que el formato iba a llegar a Montemorelos, Nuevo León por el 100.9 de FM reemplazando a su formato de "Radio Naranjera" en lo cual nunca ocurrió. finalmente, en 2018 las estaciones que estaban en Coacalco 103.7 de FM, Malinalco 104.9 de FM y Toluca 93.3 FM del estado de México regresaban a "Crystal", la 1240 de AM se queda con el formato de "Bengala" y la 93.1 de Mazatlán, Sinaloa pasaba a ser "Studio 93.1", de hecho, se confirmaba la adquisición de Grupo Siete dos estaciones en dicha ciudad permitiendo que "Crystal" inicie transmisiones en el 104.3 de FM. más tarde, "Crystal" llega a Pachuca, Hidalgo en el 95.7 de FM y Puebla por el 90.7 de FM a finales del año.
Cobertura
- XEWG-AM 1240 kHz - Ciudad Juárez, Chihuahua
- XHCME-FM 103.7 MHz - Coacalco, Estado de México
- XHMLO-FM 104.9 MHz - Malinalco, Estado de México
- XHPCA-FM 106.1 MHz - Pachuca, Hidalgo
- XHEDT-FM 93.3 MHz - Toluca, Estado de México

Enlaces externos
- Sitio oficial de Crystal

### Radio Disney
Es una estación musical enfocada en los éxitos de música contemporánea en español e inglés, además de éxitos de los 80's, 90's, 2000's, 2010's a la actualidad que transmite las 24 horas del día. La programación se ha planeado para la escucha por parte de toda la familia.
Cobertura
- XHFO-FM 92.1 MHz - Ciudad de México
- XHMZT-FM 93.1 MHz - Mazatlán, Sinaloa
- XHMY-FM 95.7 MHz - Pachuca, Hidalgo
- XHECD-FM 92.9 MHz - Puebla, Puebla (Perteneciente a Grupo Oro)
- XHTOM-FM 102.1 MHz - Toluca, Estado de México

### Ondas de Vida
Formato con programación religiosa.
Cobertura
- XEEST-AM 1440 kHz - Ciudad de México

### Radio Cañón
Formato noticioso sobre la Ciudad Juárez. El formato data desde 1982.
Cobertura
- XEROK-AM 800 kHz - Ciudad Juárez, Chihuahua.

## Formatos desaparecidos

### XFM
Emitía éxitos clásicos en inglés. Inició transmisiones el 1 de agosto de 2019 y terminó transmisiones el 31 de enero de 2020.
Cobertura
- Ciudad de México XHFO-FM 92.1 MHz (cambió a 92.1 FM, ahora Radio Disney)

### Quiéreme
Emitía música contemporánea y balada en español.
Cobertura
- Ciudad de México
  - XEITE-AM 830 kHz (cambió a Radio Capital, ahora La Voz)
  - XEEST-AM 1440 kHz (cambió a Ondas de Paz, ahora Ondas de Vida)
  - XEINFO-AM 1560 kHz (cambió a Aire Libre en el 105.3 de FM, ahora Radio Chilango)
- Jojutla, Morelos XHZPC-FM 103.7 MHz (ahora Quiéreme Más, se desincorporó del Grupo)
- Mazatlán, Sinaloa XHVOX-FM 98.7 MHz (cambió a Radio Cañón de NTR, ahora Los 40 de Radiópolis, se desincorporó del Grupo)

### Neurotik
Emitía Música pop, transmitiendo para Toluca, Estado de México y Pachuca, Hidalgo. Durante 2021, sus dos estaciones cambiaron a Radio Disney.
 Cobertura 
- Pachuca, Hidalgo XHPCA-FM 106.1 MHz (cambió a Radio Disney, ahora Crystal)
- Toluca, Estado de México XHTOM-FM 102.1 MHz (ahora Radio Disney)

### Studio
Formato de música en español e inglés, que duró de 2017 a 2023.
Cobertura
- Mazatlán, Sinaloa XHMZT-FM 93.1 MHz (ahora Radio Disney)

### Radio Guadalupana / Bengala
Radio Guadalupana es un formato con programación religiosa con contenidos espirituales, de salud y bienestar, parecido al formato de Ondas de Vida 1440 AM de la Ciudad de México, transmite de lunes a viernes de 06:00 a 15:00 horas y fines de semana de 06 a 13:30 horas a través del 1240 AM en Ciudad Juárez, Chihuahua. El concepto de Bengala transmite el resto de las horas del día en la misma frecuencia.
 Cobertura 
- Ciudad Juárez, Chihuahua XEWG-AM 1240 kHz (ahora Crystal)